# Equitazione ai XVI Giochi paralimpici estivi
Le gare di equitazione ai XVI Giochi paralimpici si sono svolte dal 25 al 30 agosto 2021 presso il Baji-kōen di Tokyo.

## Formato
L'unica specialità disputata è stata il dressage. Sono state tenute tre prove miste (test individuale, stile libero individuale e test a squadre).
La classificazione degli atleti in base alle loro disabilità è stata suddivisa in 5 gradi.

## Podi
| Evento                   | Grado                     | Oro                                                  | Argento                                                 | Bronzo                                                   |
| Test individuale         |                           |                                                      |                                                         |                                                          |
| I                        | Roxanne Trunnell          | Rihards Snikus                                       | Sara Morganti                                           |                                                          |
| II                       | Lee Pearson               | Pepo Puch                                            | Georgia Wilson                                          |                                                          |
| III                      | Tobias Thorning Jorgensen | Natasha Baker                                        | Rixt van der Horst                                      |                                                          |
| IV                       | Sanne Voets               | Rodolpho Riskalla                                    | Manon Claeys                                            |                                                          |
| V                        | Michèle George            | Sophie Wells                                         | Frank Hosmar                                            |                                                          |
| Stile libero individuale |                           |                                                      |                                                         |                                                          |
| I                        | Roxanne Trunnell          | Rihards Snikus                                       | Sara Morganti                                           |                                                          |
| II                       | Lee Pearson               | Pepo Puch                                            | Georgia Wilson                                          |                                                          |
| III                      | Tobias Jorgensen          | Natasha Baker                                        | Ann Cathrin Lübbe                                       |                                                          |
| IV                       | Sanne Voets               | Rodolpho Riskalla                                    | Manon Claeys                                            |                                                          |
| V                        | Michèle George            | Frank Hosmar                                         | Regine Mispelkamp                                       |                                                          |
| A squadre                | A squadre                 | Gran Bretagna Lee Pearson Natasha Baker Sophie Wells | Paesi Bassi Rixt van der Horst Frank Hosmar Sanne Voets | Stati Uniti Roxanne Trunnell Rebecca Hart Kate Shoemaker |